# ترجمان (إسبانيا)
الترجمان  (بالإسبانية trujamán وtrujimán) هو مترجم في المعاملات التجارية خلال العصور الوسطى لا سيما ما بين القرن السادس عشر وحتى النصف الأول من القرن السابع عشر بين بلدان شمال إفريقيا وغرب أوروبا.